# Macrocera femina
Macrocera femina är en tvåvingeart som beskrevs av Coher 1963. Macrocera femina ingår i släktet Macrocera och familjen platthornsmyggor.
Artens utbredningsområde är Thailand. Inga underarter finns listade i Catalogue of Life.